# 39 Cygni
39 Cygni, som är stjärnans Flamsteed-beteckning, är en dubbelstjärna belägen i den södra delen av stjärnbilden Svanen. Den har en kombinerad skenbar magnitud på ca 4,43 och är svagt synlig för blotta ögat där ljusföroreningar ej förekommer. Baserat på parallaxmätning inom Hipparcosuppdraget på ca 13,1 mas, beräknas den befinna sig på ett avstånd på ca 250 ljusår (ca 77 parsek) från solen. Den rör sig närmare solen med en heliocentrisk radialhastighet av ca -17 km/s.

## Egenskaper
Primärstjärnan 39 Cygni A är en orange till röd jättestjärna av spektralklass K2.5 III Fe-0.5. Suffixnoten anger ett svagt överskott av järn i spektrumet. Stjärnan befinner sig förmodligen på den horisontella jättegrenen, och genererar energi genom termonukleär fusion av helium i dess kärna, men kan vara på den röda jättegrenen och ha fusion av väte i ett skal runt en heliumkärna. Den har en massa som är ca 1,3 solmassor, en radie som är ca 22 solradier och utsänder ca 186 gånger mera energi än solen från dess fotosfär vid en effektiv temperatur av ca 4 300 K.
39 Cygni är en enkelsidig spektroskopisk dubbelstjärna med en omloppsperiod av ca 85,67 år (31 292 d) och en excentricitet på 0,5. Projicerad halv storaxel för primärstjärnans omlopp är 1 207 ± 46 Gm (8,07 ± 0,31  AE), vilket ger en nedre gräns för separationen av stjärnorna. Följeslagaren är troligen en stjärna i huvudserien med en spektraltyp mellan F och mitten av K, även om den istället kan vara en vit dvärg. Dess massa är minst 0,7-1,0 solmassa.